# DiDoRe

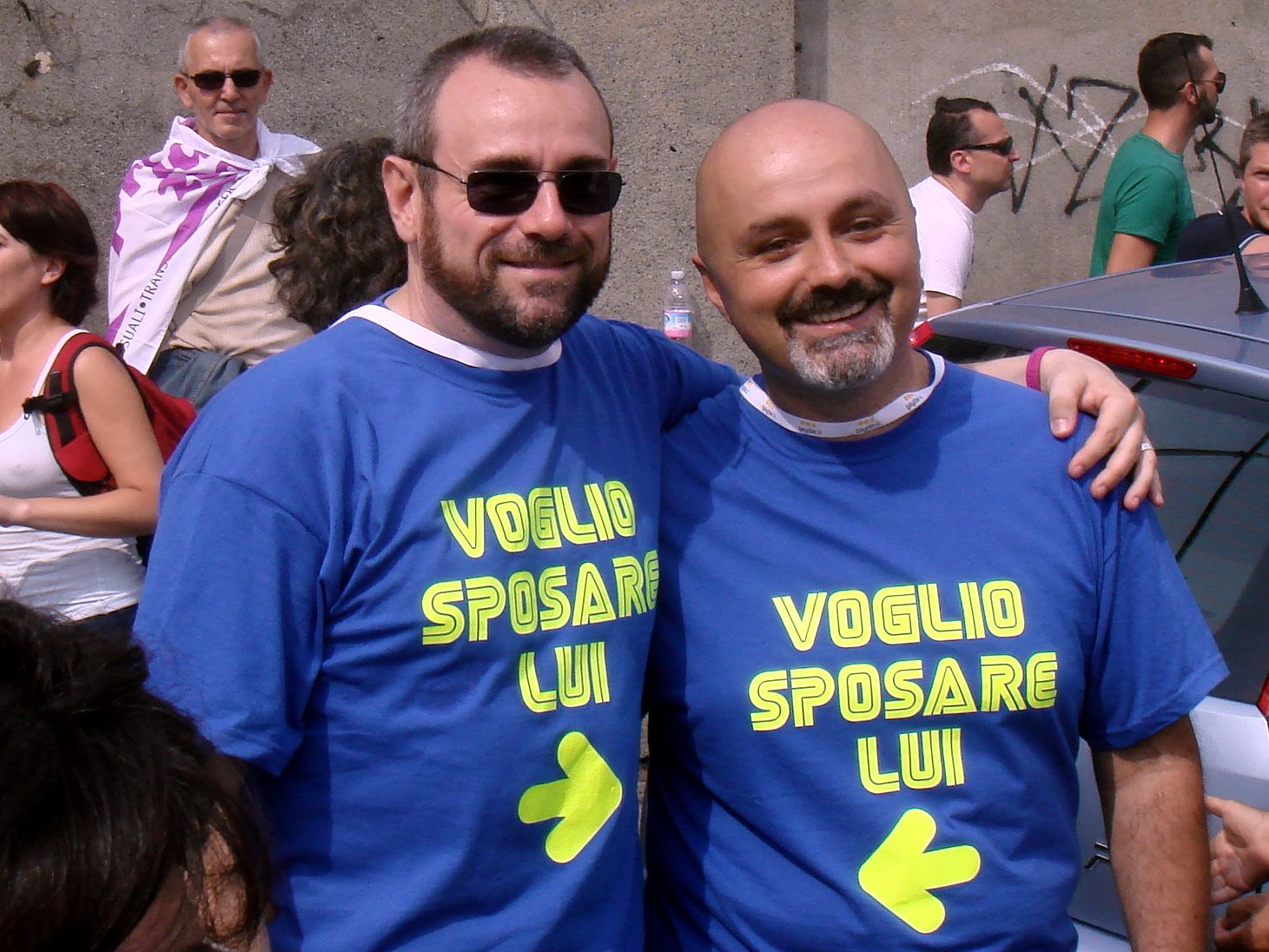
Una coppia omosessuale

DiDoRe è una sigla che significa "Diritti e Doveri di Reciprocità dei conviventi" e viene riferita al disegno di legge presentato l'8 ottobre 2008 sotto il Governo Berlusconi IV. La proposta, a firma dell'allora ministro della Funzione Pubblica Renato Brunetta e dell'allora ministro dell'Attuazione del Programma Gianfranco Rotondi, riguardava la regolamentazione delle coppie di fatto in alternativa ai DICO, presentati (e mai approvati) dal Governo Prodi II formato dalla coalizione di centro-sinistra, con l'obbiettivo di tutelare parzialmente le unioni omosessuali, ma rimarcando delle forti differenze tra esse e le unioni eterosessuali.
Nonostante l'assenza di un qualunque costo economico da parte dello Stato e la sottoscrizione della proposta da parte di 80 deputati del Popolo della Libertà (il più grande partito dell'epoca), a causa del mancato consenso nella maggioranza di governo la proposta non riuscì mai a uscire dalla commissione parlamentare per affrontare la discussione e il voto delle camere.

## Normativa
- Art. 1. (Esclusività della famiglia): 1. Ai sensi degli articoli 29 e 31 della Costituzione, il riconoscimento della famiglia deve intendersi unicamente indirizzato verso l'unione tra due soggetti legati da vincolo matrimoniale. 2. Alla famiglia, intesa ai sensi del comma 1, sono indirizzate, in via esclusiva, le agevolazioni e le provvidenze di natura economica e sociale previste dalle disposizioni vigenti che comportano oneri a carico della finanza pubblica.[1]

- Art. 2. (Definizioni): 1. La presente legge disciplina i diritti individuali e i doveri di soggetti maggiorenni, conviventi stabilmente da almeno tre anni, fatto salvo quanto previsto dall'articolo 6, uniti da legami affettivi e di solidarietà ai fini di reciproca assistenza e solidarietà materiali e morali, non legati da rapporti di parentela né vincolati da precedenti matrimoni. 2. Per l'individuazione dell'inizio della stabile convivenza trova applicazione l'articolo 5, comma 1, del regolamento di cui al decreto del Presidente della Repubblica 30 maggio 1989, n. 223.[1]
- Art. 3. (Assistenza in caso di malattia o di ricovero): 1. In caso di malattia o di ricovero del convivente, l'altro convivente ha diritto di visitarlo e di accudirlo secondo le regole di organizzazione delle strutture ospedaliere o di assistenza pubbliche, private o convenzionate.[1]
- Art. 4. (Decisioni in materia di salute e per il caso di morte): 1. Ciascun convivente può designare l'altro quale suo rappresentante con poteri pieni o limitati: a) in caso di malattia che comporta incapacità di intendere e di volere, per le decisioni in materia di salute; b) in caso di morte, per quanto riguarda la donazione di organi, le modalità di trattamento del corpo e le celebrazioni funerarie. 2. La designazione di cui al comma 1 è effettuata in forma scritta e autografa oppure, in caso di impossibilità di redigerla, alla presenza di due testimoni.[1]
- Art. 5. (Diritto di abitazione): 1. In caso di morte di uno dei conviventi all'altro convivente è riconosciuto il diritto vitalizio di abitazione nella casa ove convivevano, se di proprietà del defunto: tale diritto cesserà in caso di matrimonio o d'inizio di una nuova convivenza.[1]
- Art. 6. (Successione nel contratto di locazione): 1. In caso di risoluzione anticipata del contratto di locazione della comune residenza da parte del convivente conduttore, l'altro convivente può succedergli nel contratto. In presenza di figli comuni, non si tiene conto del periodo di durata dalla convivenza prescritto ai sensi dell'articolo 2, comma 1.[1]
- Art. 7. (Obbligo alimentare): 1. Nell'ipotesi di cui uno dei conviventi versi nelle condizioni previste dell'articolo 438, primo comma, del codice civile, l'altro convivente è tenuto a prestare gli alimenti oltre la cessazione della convivenza, con precedenza sugli altri obbligati, per un periodo determinato in proporzione alla durata della convivenza medesima.[1]